# Roger Krebs
Pour les articles homonymes, voir Krebs.
 (février 2024).
Si vous disposez d'ouvrages ou d'articles de référence ou si vous connaissez des sites web de qualité traitant du thème abordé ici, merci de compléter l'article en donnant les références utiles à sa vérifiabilité et en les liant à la section « Notes et références ».
Roger Krebs est un acteur français, né le 28 août 1931 à Paris et mort en août 2014 au Canada[Où ?]. 
Membre dans sa jeunesse des Petits Chanteurs à la Croix de Bois, il a été révélé par le film La Cage aux rossignols (1945) où il interprète le rôle principal du soliste, Laugier. Il a repris ce nom comme pseudonyme dans ses films suivants. Après une courte carrière cinématographique, il s'installe au Canada.

## Filmographie
- 1945 : La Cage aux rossignols de Jean Dréville : Laugier
- 1946 : Le Visiteur de Jean Dréville : Clarens
- 1949 : La Maternelle d'Henri Diamant-Berger : un enfant de l'A.P. montant dans un bus
- 1949 : Tête blonde de Maurice Cam
- 2005 : Qui est Laugier ? de Christophe Barratier (documentaire édité en bonus du DVD La Cage aux rossignols)